# 普特尼亞河
普特尼亞河（烏克蘭語：Путня）是烏克蘭的河流，位於該國西部，屬於維特維齊亞河的右支流，發源自克羅皮夫尼克以西，流經伊萬諾-弗蘭科夫斯克州，河道全長10公里，流域面積28.8平方公里。